# Гарланд, Джоанна
Джоанна Гарланд (англ. Joanna Garland; род. 16 июля 2001[…], Стивенидж, Восточная Англия) — тайванская теннисистка, британского происхождения. Победительница девятнадцати турниров ITF (16 — в одиночном разряде).
Полуфиналистка одного юниорского турнира Большого шлема в парном разряде (Открытый чемпионат США-2018); бывшая 14-я ракетка мира в юниорском рейтинге ITF (2018).

## Общая биография
Родилась 16 июля 2001 года в Стивенидже, в Англии, в Великобритании.

## Спортивная карьера
В 2020—2025 годах стала победительницей шестнадцати турниров ITF в одиночном разряде.
И в 2018—2022 годах стала победительницей ещё трёх турниров ITF в парном разряде.

### 2025
В мае 2025 года прошла квалификацию, в финале которой обыграла немецкую теннисистку Анну-Лену Фридзам, и впервые попала в основную сетку турнира Большого шлема — Открытого чемпионата Франции в одиночном разряде, где в первом круге победила американку Кэти Волынец, но во втором круге проиграла 31-й ракетке мира казахстанской теннисистке Юлии Путинцевой со счётом 6-7(5), 3-6.
В конце июня 2025 года участвовала в квалификации на Уимблдонский турнир, но в финале квалификации проиграла сербке Нине Стоянович со счётом 6-7(5), 5-7.